# Cheetah (EP)
Albums de Richard D. James
Orphaned Deejay Selek 2006–08 (EP)
(août 2015) Houston, TX 12.17.16 (en) (EP)
(décembre 2016)
Cheetah est un EP du compositeur britannique de musique électronique Richard D. James, sorti sous le pseudonyme Aphex Twin, le 8 juillet 2016 chez Warp Records.
Le nom de l'EP est une référence à Cheetah Marketing, un fabricant britannique de périphériques de micro-ordinateurs et d'instruments de musique électroniques dans les années 1980. Deux morceaux de l'EP tire leur nom du Cheetah MS800, un synthétiseur du début des années 1990 particulièrement difficile à utiliser et à programmer.

## Sortie et critique
Un flyer teasant la sortie de l'EP a été envoyé à divers magasins de disques au Royaume-Uni au début du mois de juin 2016. Le flyer parodie le style d'écriture luxueux des publicités des années 1970. L'album a été annoncé le 9 juin, James ayant tweeté un lien vers un site web consacré à l'EP.
Un clip vidéo sort pour "CIRKLON3 [Колхозная mix]", réalisé par Ryan Wyer, un fan d'Aphex Twin âgé de 12 ans. Il s'agit du premier clip officiel d'un titre d'Aphex Twin depuis Windowlicker,.
L'EP est disponible en vinyle, CD, cassette et en téléchargement numérique dans différents formats numériques, notamment MP3, WAV et FLAC .
Cheetah possède un tempo plus lent que d'autres sorties récentes d'Aphex Twin, telles que Syro ou Orphaned Deejay Selek 2006–08. Selon Pitchfork, « de manière cruciale, avec ses beats moins chargés, cela a laissé plus de place à James pour se concentrer sur les accords et les timbres ». 
Si AllMusic émet un avis plutôt favorable, le chroniqueur Paul Simpson conclut que « ce n'est certainement pas l'œuvre d'Aphex Twin à privilégier pour trouver quelque chose de tout à fait unique ou excitant ». Spin considère qu'il s'agit d'une œuvre plus générique de l'artiste, « qui aurait pu être composée par quelqu'un d'autre que James ».
Richard D. James déclare, dans une interview donnée en 2018 : « Après Syro, j'ai eu beaucoup d'exposition, alors je voulais sortir quelque chose de discret. Les morceaux de Cheetah sont vraiment doux. C'était comme verser de l'eau sur le feu ».

## Liste des morceaux
| 1.    | CheetahT2 (Ld Spectrum)  | 5:53 |
| 2.    | CheetahT7b               | 6:43 |
| 3.    | Cheeta1b ms800           | 0:27 |
| 4.    | Cheeta2 ms800            | 0:37 |
| 5.    | Cirklon3 (Колхозная Mix) | 8:13 |
| 6.    | Cirklon1                 | 7:17 |
| 7.    | 2X202-ST5                | 4:39 |
| 33:52 |                          |      |